# Койомеапан
Койомеапан (исп. Coyomeapan) — муниципалитет в Мексике, входит в штат Пуэбла.